# Déjate llevar (álbum)
Déjate llevar es el primer EP y tercer lanzamiento musical de la cantante, animadora de televisión y actriz Catalina Palacios. De acuerdo a los antecedentes, se esperaba que fuese su tercer álbum de estudio, posponiéndose de manera reiterada desde 2012 hasta 2017. Pese a que en 2016 firmó contrato con sello discográfico One Hit Music, el EP se publicó de manera independiente el 8 de noviembre de 2017 a través de sus plataformas digitales.
El primer sencillo del álbum «Paradise» fue lanzado el 25 de abril de 2012 y debutó en el número cien en Chile. El 4 de junio de 2014, lanza la canción «Fiesta en la ciudad», como segundo y último sencillo.

## Antecedentes

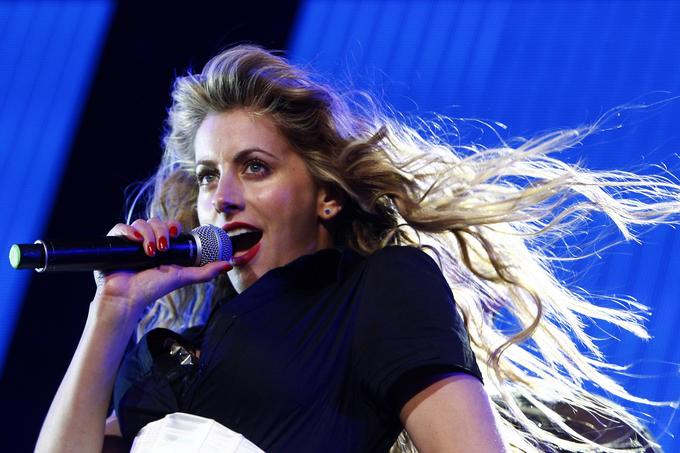
Catalina interpretando el sencillo «Paradise» en la gira de 2012, Catalina Palacios Tour.

El primer antecedente del álbum se dio a conocer en 2010 en una entrevista a Terra.cl, dónde dijo: «A pesar de todo lo que he hecho y en lo que estoy trabajando, que es muy duro, igual sigo pensando en lo que viene y tengo planeado hacer otro disco sí o sí».
Más tarde apareció en la revista 13/20, donde entregó más antecedentes de la producción de su tercer álbum diciendo «Es pop dance. Tiene baladas, pero siempre como en R&B y que tenga un dejo de lo que me gusta. Y, al igual que el anterior, estoy partiendo sola trabajando en él, pero ya he tenido contacto con gente de un sello y hasta alguien de México que se ha interesado en mi trabajo, así que ahí vamos a ver que pasa, aunque por el momento son sólo conversaciones informales».
Durante el mes de enero de 2013 habló sobre su nuevo material discográfico, comentando: «En esta era digital ya no hay que apurarse tanto para lanzar un disco, por eso prefiero ir con calma. Lo tengo casi listo y lo voy a lanzar muy pronto», dijo. En junio comentó al sitio Glamorama.cl que realizó un viaje a Europa durante tres meses, con el propósito de internacionalizar su carrera musical. Catalina dijo: «Estoy contenta con el resultado, fue mi primer viaje, y no es el único sector al cual me quiere acercar. Lo más pronto posible pretendo realizar otro viaje al extranjero, pero la fecha no la tengo clara. Quiero viajar a otros países para mostrar mi música. Pero no puedo cantar algún logro, porque estoy recién en la entrada. Me voy a dar el gusto de intentarlo».
Durante mayo de 2014, nuevas declaraciones sobre su pospuesto tercer álbum de estudio fueron ofrecidas al sitio web Terra, comentando:  "Ya no es un negocio ponerte a vender discos, entonces más que nada quiero sacar pronto el disco, mostrarle mi trabajo a la gente y que puedan disfrutar, para que puedan captar la esencia de cada canción". Para entregar más detalles de su producción, en septiembre, concedió una entrevista al sitio "Vox Populi Chile“, diciendo: «Estoy terminando las últimas grabaciones, algunas escenas de mi próximo video de las cuales fueron grabadas en el extranjero y mayoritariamente en Chile...». El viernes 13 de marzo de 2015, en una entrevista para la emisora radial DivineFM, Catalina confirmó que el álbum verá la luz entre marzo y abril de este año, a ello, se suma la grabación de unas dos últimas canciones. En 2016 firmó contrato con el sello discográfico One Hit Music.
Pese a las declaraciones y los sencillos publicados durante el transcurso de las grabaciones, el material discográfico se lanzó como EP el 8 de noviembre de 2017 y de manera independiente a través de sus plataformas digitales.  Se incluyeron las canciones «Paradise» y «Fiesta en la ciudad», además de otros dos sencillos pertenecientes a su álbum antecesor, Kata (2010).

## Influencias
Para este álbum, Catalina nombró como su principal influencia a la cantante de Barbados Rihanna. Comentando a la revista Tell Magazine: «Una cantante que me encanta es Rihanna, siempre está a la vanguardia con sonidos nuevos y ha trabajado con David Guetta. Pero eso no significa que vaya a hacer música igual a la de ella, sí admiro el concepto tan claro que tiene, un estilo muy definido y eso es atractivo, llama la atención.»

## Promoción

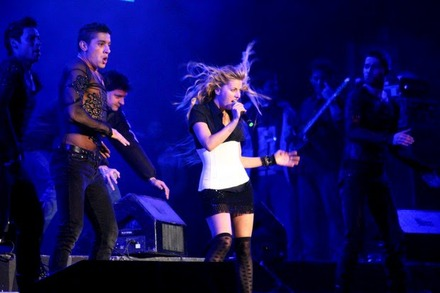
Catalina durante uno de sus conciertos de la gira Catalina Palacios Tour en 2012.

El 4 de junio de 2012 se presenta en el programa Yingo a interpretar el primer sencillo del álbum, «Paradise», pero como invitada especial, debido a su salida en 2011. En los meses siguientes da inicio a una corta gira nacional nombrada "Catalina Palacios Tour", producida por CafeinaMedia y que recorre las principales Discotecas y Casinos de Chile. Durante septiembre y diciembre de 2012 se presentó en los programas de televisión; Buenos días a todos, Secreto a voces, Mentiras verdaderas y Bienvenidos.
El 4 de julio concede una entrevista al portal Terra.cl, y confirma que realizará un show en la sala SCD el 14 de septiembre. Según comenta, será un espectáculo musical muy visual y donde la sensualidad se tomará parte del show. El 13 de septiembre se presentó en Club Ambar e intérpretó los sencillos «Paradise» y «Baby», además de algunos de sus anteriores sencillos más bailables.
Durante el segundo semestre de 2014, realizó presentaciones en diferentes discotecas de Chile.

### Sencillos

#### Paradise
«Paradise» fue lanzado como el primer sencillo del álbum el miércoles 25 de abril de 2012 en la emisora radial Los 40 Principales. La canción se encuentra escrita y producida por José Miguel Alfaro mezclando ritmos del género Dance pop y Dubstep. Al comentar sobre que quiere transmitir en la canción, declara: «En el fondo explica que todos tenemos nuestro propio paraíso y lo vivimos al emprender nuestro propio camino a la libertad. Hay gente que se atora y no lo hace por miedos». El video musical fue grabado en diciembre de 2011 y estuvo dirigido por Rodrigo Vargas, "Roy". Su lanzamiento fue realizado en Youtube el viernes 11 de enero de 2013, a casi nueve meses del lanzamiento del sencillo.
Ingresó a la lista Chile Singles Chart la semana del 9 de febrero de 2013 en el puesto cien, siendo el sencillo peor posicionado de la artista en el país. El 21 de marzo de 2015 se lanza una segunda versión del video musical, para promocionar la marca "My Jeans".

### Fiesta en la ciudad
«Fiesta en la ciudad» es una canción Dance pop lanzada al público el 4 de junio de 2014 a través de Youtube, como el segundo y último sencillo del álbum. El video musical fue filmado en el extranjero y con algunas tomas en Chile, su lanzamiento será muy pronto. Finalmente, el video dirigido por la mismísima Catalina y Rodrigo Batarce, fue subido a Youtube el 20 de marzo de 2015.

## Listado de canciones
| Descarga digital |                       |          |  |
| N.º              | Título                | Duración |  |
| 1.               | «Cierra la puerta»    | 02:57    |  |
| 2.               | «Paradise»            | 03:18    |  |
| 3.               | «Ya no quiero verte»  | 03:26    |  |
| 4.               | «Fiesta en la ciudad» | 03:07    |  |